# Cyclocrossrad

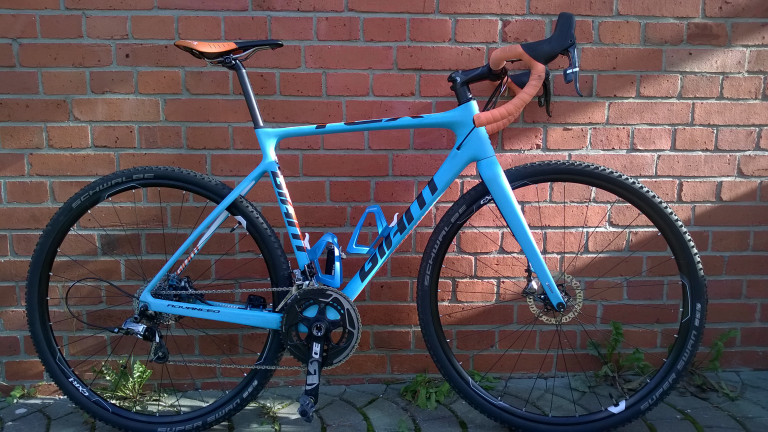
Giant Cyclocrossrad mit SRAM-Ausstattung

Ein Cyclocrossrad oder kurz Crossrad ist ein Rad für den Einsatz bei Querfeldeinrennen. Es ist ein Hybrid aus Rennrad und Mountainbike, da es Eigenschaften beider Typen vereint. Vom Cyclocrossrad stammt das alltagstauglichere Gravelbike ab.

## Konzept
Cyclocrossräder wurden aus Straßenrennrädern entwickelt. Die Rahmengeometrie unterscheidet sich von einem Rennrad: Die Cyclocrossrahmen haben ein relativ kurzes Oberrohr und einen kurzen Radstand. Der im Vergleich zum Straßenrennrad größere Freiraum zwischen den Rahmenstreben, eine längere Kettenstrebe und angepasste Bremsen ermöglichen die Verwendung von profilierten und breiteren Reifen für das Gelände.
Zunächst wurden die Rahmen aus Stahl, mittlerweile aus Aluminium oder aus kohlenstofffaserverstärktem Kunststoff (Carbon) gefertigt. Da mit den Rädern bei Wettkämpfen gesprungen wird und die Fahrer sie gelegentlich tragen, wird ein möglichst geringes Gewicht angestrebt. Die Rahmen sind meist belastbarer ausgelegt als Rennradrahmen. Zunächst wurden Cantilever-Bremsen eingebaut; mittlerweile sind mechanisch oder hydraulisch betätigte Scheibenbremsen Standard. Klassische Felgenbremskörper aus Rennrad-Ausstattungsgruppen können nur eingeschränkt eingesetzt werden, da sie nur einer Bereifung bis maximal circa 28 mm Breite genügend Freiraum bieten. Eine Federung wird nicht verwendet.
- Kurze Rahmengeometrie für wendiges Fahren im Gelände
- Rennradlenker und Schaltgruppen aus dem Rennradbereich
- Früher Cantilever-Bremsen, aktuell hydraulische Scheibenbremsen mit mindestens 160 mm Durchmesser
- 28-Zoll-Räder. Schmale Stollenreifen, für den Wettkampf nicht breiter als 33 mm[2] – ohne Schutzbleche
- Hochsitzendes Tretlager für mehr Bodenfreiheit im Gelände

## Einsatzbereich
Crossräder sind geeignet für schweres bis schwerstes Gelände. Wegen ihrer leichten Bauweise können sie zur Überwindung von Geländestufen nach Bedarf auf die Schulter genommen werden. Die ausgeprägten Stollenreifen eignen sich nicht für das Fahren auf ebenem und hartem Untergrund.